# Patrik 1,5
Patrik 1,5 er en svensk comedy-drama-film fra 2008, instrueret af Ella Lemhagen.
Filmen omhandler et homoseksuelt par, som adopterer hvad de først tror er en baby, men det viser sig at være en homofobisk småkriminel teenager.
Gustaf Skarsgård blev nomineret til Guldbagge-prisen for bedste mandlige hovedrolle.

## Medvirkende
- Gustaf Skarsgård - Göran Skoogh
- Torkel Petersson - Sven Skoogh
- Tom Ljungman - Patrik
- Annika Hallin - Eva
- Amanda Davin - Isabell
- Jacob Ericksson - Lennart Ljung
- Anette Sevreus - Louise Ljung
- Mirja Burlin - Carina Karlsson
- Antti Reini - Tommy Karlsson
- Anna Wallander - Sygeplejerske
- Marie Delleskog - Britt-Marie Svensson
- Johan Kylén - Socialchef
- Robin Stegmar - Politier
- Mats Blomgren - Jan Åström
- Åsa-Lena Hjelm - Vivianne